# بیسیم کمال‌آباد
بیسیم کمال‌آباد یک روستا در ایران است که در شهرستان ساوجبلاغ استان البرز واقع شده‌است. بیسیم کمال‌آباد ۲۲۳ نفر جمعیت دارد.

## جمعیت
این روستا در  دهستان چهاردانگه (چهارباغ)  قرار دارد و براساس سرشماری مرکز آمار ایران در سال ۱۳۸۵، جمعیت آن ۲۲۳ نفر (۵۹ خانوار) بوده‌است.